# Hermann Hinterhuber
Hermann Hinterhuber (21. listopadu 1838 Mondsee – 27. února 1918 Klagenfurt) byl rakouský důlní odborník a politik německé národnosti z Korutan, na přelomu 19. a 20. století poslanec Říšské rady.

## Biografie
Studoval hornictví a železárenství v Chemnitz. Od roku 1860 působil ve státní službě, z níž odešel roku 1865. Od roku 1882 výlučně působil ve veřejném a politickém životě. Od roku 1875 byl členem obchodní a živnostenské komory v Korutanech. Od roku 1881 byl poslancem Korutanského zemského sněmu, přičemž od roku 1882 zasedal i v zemském výboru. Byl mu udělen Řád Františka Josefa.
Byl poslancem Říšské rady (celostátního parlamentu Předlitavska), kam usedl ve volbách roku 1897 za kurii obchodních a živnostenských komor v Korutanech, obvod Klagenfurt. Rezignoval 17. prosince 1897, pak byl ale opět zvolen. Mandát obhájil i ve volbách roku 1901. Ve volebním období 1897–1901 se uvádí jako Hermann Hinterhuber, c. k. horní rada, bytem Klagenfurt.
Ve volbách roku 1897 kandidoval za Německou lidovou stranu. Stejně tak ve volbách roku 1901.
Až do své smrti působil jako ředitel hornické školy. Zemřel v únoru 1918.